# Hornito

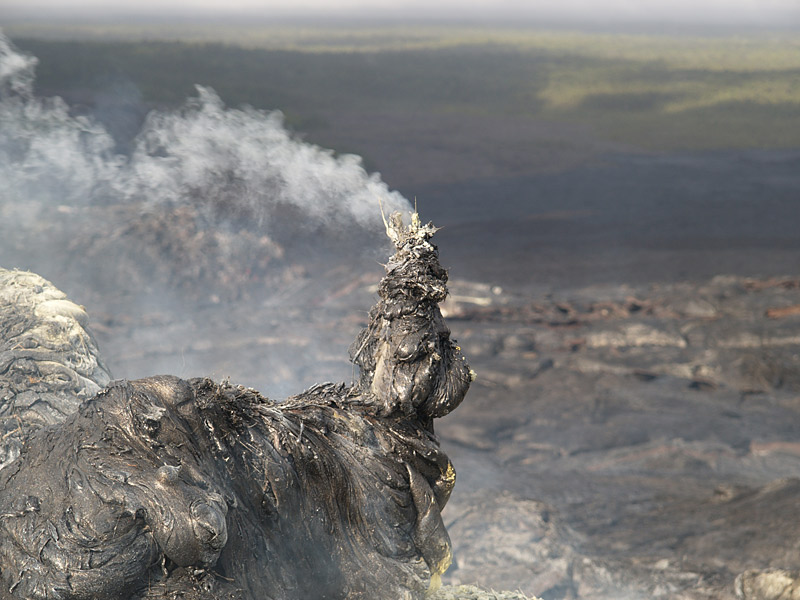
40 cm hoge hornito van de Puʻu ʻŌʻō, Hawaï.

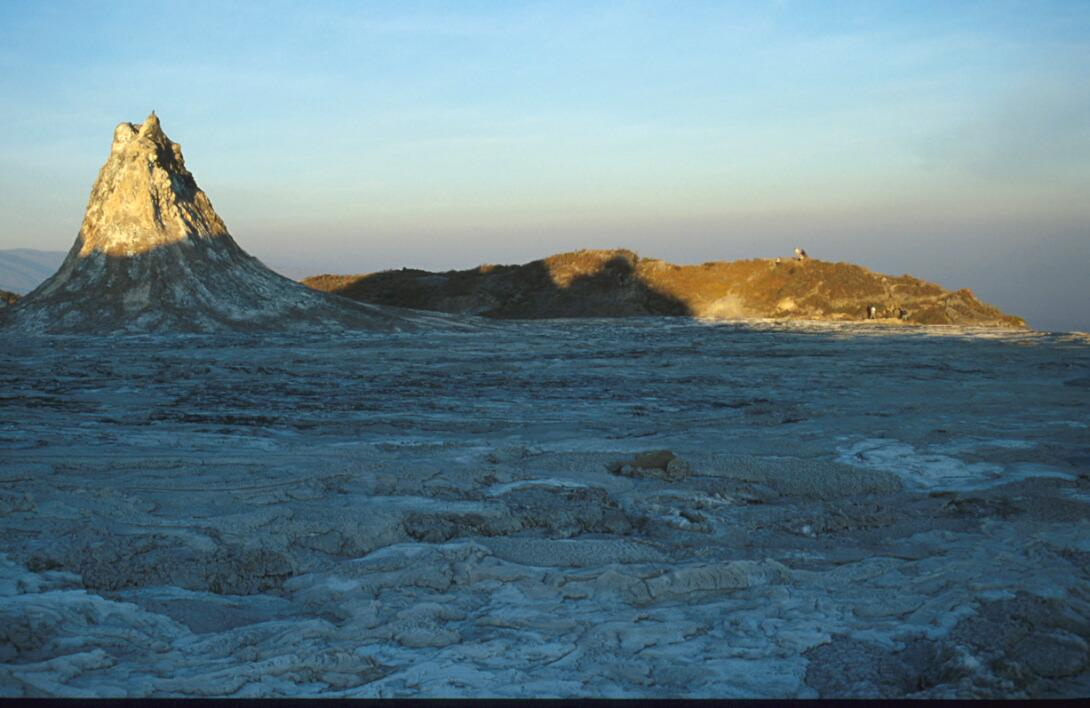
Hornito op de Ol Doinyo Lengai, Tanzania.

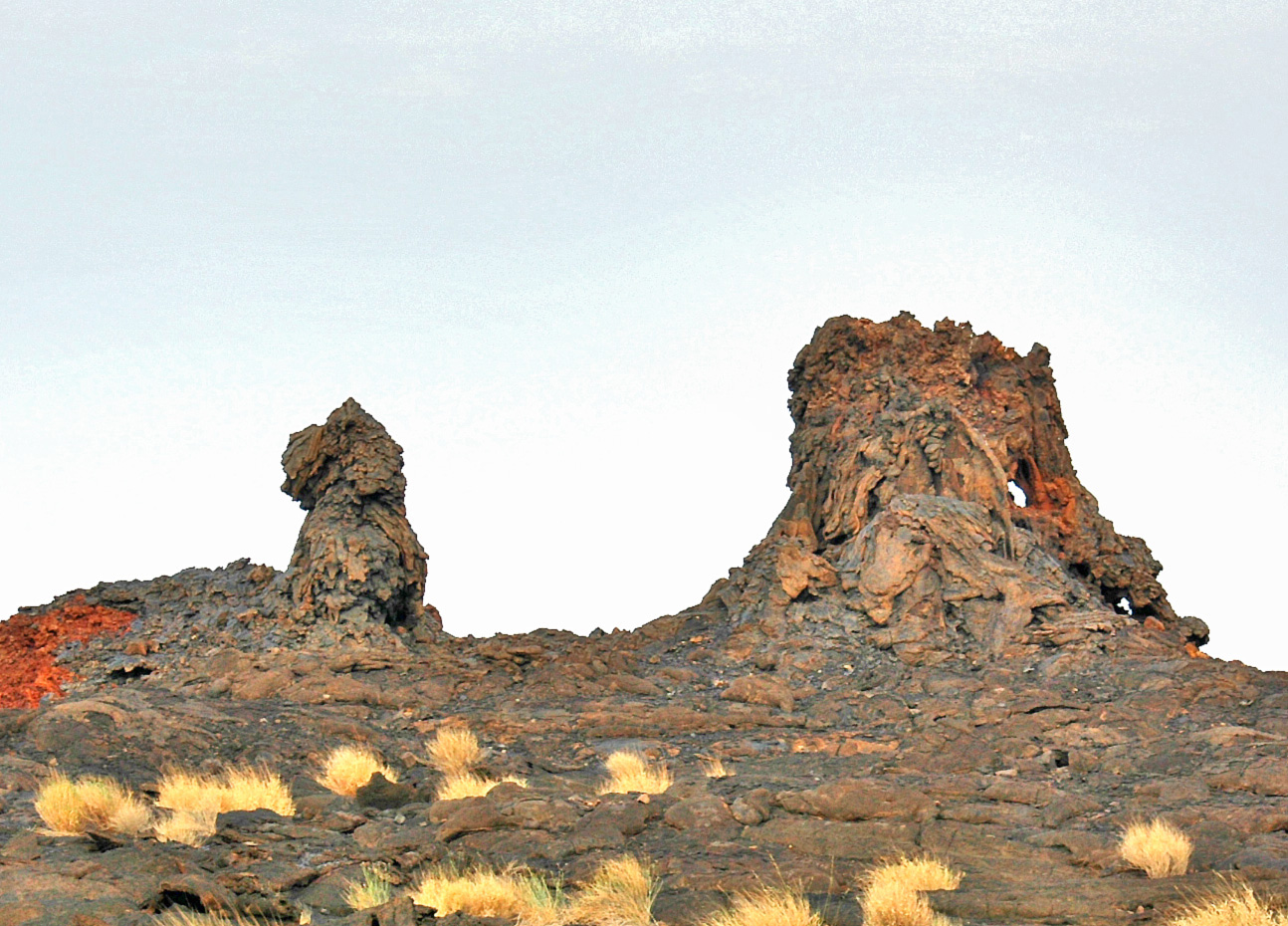
Hornito's op de Erta Ale.

Een hornito is een vulkanisch verschijnsel. De naam is van het Spaans afgeleid en betekent kleine oven. Een hornito is een schoorsteenachtige lavakegel die in het landschap omhoogsteekt.
Als lava onder een korst in een lavatunnel stroomt, dan kan het vloeibare lava door de druk die in de tunnel heerst door een zwakke plek in het tunneldak heen breken. Als de lava bovengronds komt, stolt deze en blijft er een (holle) kegel met steile wanden over.
Hornito's zijn normaliter slechts enkele meters hoog, maar kunnen bij uitzondering wel 20 meter hoog worden. Soms liggen er een aantal hornito's achter elkaar in de stroomrichting van de lavastroom of boven een tunnel. Vaak storten nieuwe hornito's al in nadat de lavastroom tot stoppen is gekomen, of de stroom van richting is veranderd.
Hornito's kunnen gezien worden op de Ol Doinyo Lengai vulkaan in Tanzania, de Puʻu ʻŌʻō op Hawaï, op de Etna te Sicilië, op de Erta Ale in Ethiopië en de Tintron op IJsland.